# 切河
切河（英語：Cut River，也译为卡特河）是美国密歇根州密西根上半島上的一条较小的河流，长约6.5公里，形成了亨德里克斯镇与莫兰镇之间的天然边界，最终注入密歇根湖。